# Лак ла Бел (Висконсин)
Лак ла Бел (енгл. Lac La Belle) град је у америчкој савезној држави Висконсин.

## Демографија
По попису из 2010. године број становника је 290, што је 39 (-11,9%) становника мање него 2000. године.
| Група             | 2000.       | 2010.       |
| Белци             | 328 (99,7%) | 285 (98,3%) |
| Афроамериканци    | 0 (0,0%)    | 0 (0,0%)    |
| Азијати           | 0 (0,0%)    | 1 (0,3%)    |
| Хиспаноамериканци | 1 (0,3%)    | 1 (0,3%)    |
| Укупно            | 329         | 290         |